# Черкашин, Эдуард Иванович
Эдуард Иванович Черкашин (9 июля 1936, Соловьёвск, Дальневосточный край — 27 апреля 2018, Пермь) — советский хозяйственный, государственный и политический деятель.

## Биография
Родился 9 июля 1936 года в посёлке Соловьёвск Джелтулакского района (ныне — Тындинский район Амурской области).
Окончил Казанский авиационный институт по специальности «авиационные двигатели и энергоустановки» с квалификацией «инженер-механик» (1959) и курсы повышения квалификации в Московском институте народного хозяйства (1981).
- 1959—1983 — на Пермском моторостроительном заводе им. Я. М. Свердлова: мастер, старший мастер, заместитель начальника, начальник цеха, в 1974—1983 заместитель директора;
- 1983—1986 — председатель Пермского горисполкома;
- 1986—1994 — генеральный директор производственного объединения «Моторостроитель» им. Я. М. Свердлова]];
- 1994—1998 — исполнительный директор, вице-президент АО «Пермская финансово-производственная группа»;
- 1998 — генеральный директор ОАО «Пермские лесопромышленники»;
- 1998—2004 — первый заместитель генерального директора ОАО «Пермский моторный завод» (им. Я. М. Свердлова);
- 2004—2009 — директор по внешней кооперации ОАО «Пермский моторный завод»;
- С 9 января 2009 — заместитель управляющего директора — директор по производству ОАО «Пермский моторный завод».

Избирался депутатом Верховного Совета РСФСР XI созыва (1985—1990).
Эдуард Иванович Черкашин умер 27 апреля 2018 года.